# Dorstenia tenuis
Dorstenia tenuis är en mullbärsväxtart som beskrevs av Aimé Bonpland och Bur.. Dorstenia tenuis ingår i släktet Dorstenia och familjen mullbärsväxter. Inga underarter finns listade i Catalogue of Life.